# Pont de Kohlrausch
Le pont de Kohlrausch est un instrument mis au point par le physicien allemand Friedrich Kohlrausch et destiné à la mesure de la conductivité des électrolytes.

## Principe
Un électrolyte est une solution de corps susceptible(s) de conduire l'électricité. La conductivité d'un électrolyte dépend des corps en solution, de la concentration de la solution et de la température.

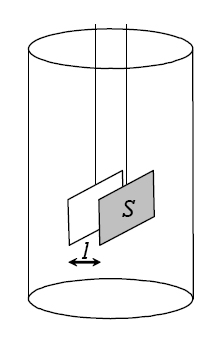
Schéma de principe d'une cellule conductimétrique

Pour mesurer la conductivité d'un électrolyte, on utilise une cellule conductimétrique. Celle-ci comporte deux électrodes en platine platiné (recouvertes de platine pulvérulent) d'aire S, distantes de l, plongées dans l'électrolyte.
Bien entendu, la mesure correcte de la conductivité nécessite de grandes précautions expérimentales (pureté de la solution d'électrolyte ; propreté des électrodes ; contrôle des conditions de l'expérience : température, vibrations, etc.)
La résistance observée entre les deux électrodes suit la loi des conducteurs : {\displaystyle \scriptstyle R=\rho {\frac {l}{S}}}, où ρ est la résistivité de l'électrolyte. Dans la pratique, on préfère utiliser la conductivité γ, inverse de la résistivité : {\displaystyle \scriptstyle \gamma ={\frac {1}{\rho }}}.
On peut donc déterminer la conductivité γ de l'électrolyte, par application de la formule : {\displaystyle \scriptstyle \gamma ={\frac {1}{R}}{\frac {l}{S}}} sur la mesure de la résistance R.

## Description
Le pont de Kohlrausch est une adaptation du pont de Wheatstone à la mesure de la résistance d'une cellule conductimétrique.
Fondamentalement, le pont de Kohlrausch est un pont de Wheatstone ou la résistance inconnue à mesurer est remplacée par la cellule conductimétrique. Toutefois, la mise en œuvre pratique du montage nécessite plusieurs adaptations :
- L'application d'un courant continu à l'électrolyte aboutit à son électrolyse et au dépôt sur les électrodes de produits de décomposition qui perturbent les mesures. Il s'ensuit la nécessité d'utiliser un courant alternatif (entre 200 et 2000 Hz) ;
- La solution électrolytique se comporte aussi comme un condensateur ; cet effet capacitif est compensé dans le montage par un condensateur variable ajusté pour compenser l'effet capacitif de l'électrolyte ;
- Les galvanomètres ou voltmètres mécaniques classiques présentent une trop grande inertie pour permettre avec précision la mesure d'une tension nulle dans la branche centrale du pont de Wheatstone. Il est nécessaire d'utiliser des moyens plus perfectionnés tels qu'un haut-parleur, qui n'émet plus lorsque la tension est nulle ou, plus récemment, d'un oscilloscope ou d'un voltmètre électronique.